# Danthoniopsis stocksii
Danthoniopsis stocksii är en gräsart som först beskrevs av Pierre Edmond Boissier, och fick sitt nu gällande namn av Charles Edward Hubbard. Danthoniopsis stocksii ingår i släktet Danthoniopsis, och familjen gräs. Inga underarter finns listade i Catalogue of Life.